# Alexandre Walewski
Alexandre Florian Joseph, Conte de Colonna-Walewski (n. 4 mai 1810, Walewice⁠(d), Ducatul Varșoviei – d. 27 septembrie 1868, Strasbourg, Al Doilea Imperiu Francez) a fost un om politic, diplomat și militar franco-polonez. Era fiul natural al lui Napoleon I și al amantei acestuia, Maria, Contesa Walewski.
Alexandre Walewski a fost senator (1855-1865) și ministru al afacerilor externe (1855-1860) pe timpul lui Napoleon al III-lea. În această calitate el a fost promotorul, în cadrul Congresului de pace de la Paris, a Unirii Principatelor Dunărene sub un domnitor străin.